# Christian Walz
Christan Walz (født 4. september 1978 i Stockholm) er en svensk sanger og musiker, som synger på engelsk. Hovedsageligt består hans musik af genrerne soul og pop. Som tyveårig, i 1999, debuterede han med albummet Christian Walz. I maj 2004 udgav Chrisian Walz endnu et album, Paint By Numbers, som blev et stort hit i adskillige lande, også i Danmark. Han er især kendt for sangene Wonderchild og Never Be Afraid Again. På nuværende tidspunkt er Christian Walz i gang med at lave sit tredje album. Han skriver selv sin musik.

## Diskografi
- Christian Walz (1999)

- Nothing Gonna Change My Mood
- Lovin' Is Alright
- EP
- Spend The Night Together
- Midday, Friday, Payday...
- Sentimental
- Fertilize
- Dancin' To
- More Than Flowers
- 1 2 3
- One Time
- Panoum
- Records & Amore

- Paint By Numbers (2004)

- Hit 'n Run
- No No
- You Look All The Same
- Never Be Afraid Again
- Sunday Morning Breakup
- Maybe Not
- Wonderchild
- Die
- I Will Let You Down
- Red Eye
- Missing You